# Stazione di Isehara
La stazione di Isehara (伊勢原駅?, Isehara-eki) è una stazione ferroviaria situata nella città di Isehara, nella prefettura di Kanagawa, in Giappone, e serve la linea Odakyū Odawara delle Ferrovie Odakyū.

## Linee
Ferrovie Odakyū
● Linea Odakyū Odawara

## Struttura
La stazione è realizzata su viadotto, con due marciapiedi a isola e quattro binari passanti. La stazione è dotata di ascensori e scale mobili per offrire un accesso senza barriere anche ai disabili, di servizi igienici e altre comodità.
| 1-2 | ● Linea Odakyū Odawara | per Odawara e Hakone-Yumoto              |  |
| 3-4 | ● Linea Odakyū Odawara | per Sagami-Ōno, Shinjuku e linea Chiyoda |  |

## Stazioni adiacenti
| «                    | Servizio                                     | »                    |
| Linea Odakyū Odawara | Linea Odakyū Odawara                         | Linea Odakyū Odawara |
| -------------------- | -------------------------------------------- | -------------------- |
| Aikō-Ishida          | Locale Semiespresso Espresso rapido Espresso | Tsurumaki-Onsen      |